# Orlando Gaona Lugo
Orlando Gabriel Gaona Lugo (Villa Hayes, 25 de julho de 1990) é um futebolista paraguaio que joga como atacante no Boca Juniors.

## Carreira
Orlando Gaona começou a carreira nas divisões de base do Gimnasia y Esgrima da cidade de Clorinda, província de Formosa, logo, foi para as divisões de base do Boca Juniors, chamada de Casa Amarilla. Com o tempo foi comparado a Rodrigo Palacio e Darío Cvitanich, por sua habilidade de driblar o marcador com velocidade.
Estreou no dia 12 de setembro de 2010, contra o Olimpo (BB) em partida válida pelo Campeonato Argentino.

## Estatísticas
Até 17 de abril de 2012.

### Clubes
| Clube             | Temporada         | Campeonato nacional | Campeonato nacional | Copa nacional[a] | Copa nacional[a] | Competições continentais[b] | Competições continentais[b] | Outros torneios[c] | Outros torneios[c] | Total | Total |
| Clube             | Temporada         | Jogos               | Gols                | Jogos            | Gols             | Jogos                       | Gols                        | Jogos              | Gols               | Jogos | Gols  |
| ----------------- | ----------------- | ------------------- | ------------------- | ---------------- | ---------------- | --------------------------- | --------------------------- | ------------------ | ------------------ | ----- | ----- |
| Boca Juniors      | 2009-10           | 1                   | 0                   | 0                | 0                | 0                           | 0                           | 0                  | 0                  | 1     | 0     |
| Boca Juniors      | 2010-11           | 4                   | 0                   | 0                | 0                | 0                           | 0                           | 0                  | 0                  | 4     | 0     |
| Boca Juniors      | 2011-12           | 1                   | 0                   | 1                | 0                | 0                           | 0                           | 0                  | 0                  | 2     | 0     |
| Boca Juniors      | Total             | 6                   | 0                   | 1                | 0                | 0                           | 0                           | 0                  | 0                  | 7     | 0     |
| Total na carreira | Total na carreira | 6                   | 0                   | 1                | 0                | 0                           | 0                           | 0                  | 0                  | 7     | 0     |

- a. ^ Jogos da Copa Argentina
- b. ^ Jogos da Copa Libertadores
- c. ^ Jogos do Jogo amistoso

## Títulos
Boca Juniors
- Campeonato Argentino (Apertura): 2011